# Палимбия
Палимбия (лат. Palimbia; от др.-греч. παλίμβιος, palimbios — снова оживающий) — род травянистых растений семейства Зонтичные (Apiaceae).

## Распространение и экология
Род распространён в южной части Восточной Европы, Южной Сибири, Казахстане и Северо-Западном Китае, произрастая в степной зоне, по солончакам, сухим и известковым склонам.

## Ботаническое описание
Голые многолетние травянистые растения, 30—40 см высотой. Стебель одиночный, прямостоячий, ветвящийся в верхней части. Листья тонкие, трижды перисторассечённые, к концу цветения увядают; конечные сегменты почти нитевидные или линейные, заострённые; черешки плотные, переходят в невздутые влагалища.
Цветки обоеполые или отчасти обоеполые, отчасти тычиночные, актиноморфные; собраны в многочисленные, равные сложные зонтики, образующие метёлкообразное общее соцветие. Обёртки и обёрточки из коротких, линейных или щетиновидных листочков. Зубцы чашечки заметные, короткие, треугольные, заострённые. Лепестки белые или желтовато-белые, обратнояйцевидные или продолговатые, слегка выемчатые, с узкой, загнутой внутрь верхушкой. Подстолбие короткоконическое; стилодии отклонённые. Плоды продолговато-линейные или овальные, сжатые со спинки, голые; комиссура широкая; мерикарпии в поперечном сечении полукруглые, спинные рёбра нитевидные, боковые рёбра узкокрылатые. 2n=22.

## Виды
Род включает 3 вида:
- Palimbia defoliata (Ledeb.) Korovin — Палимбия безлистная
- Palimbia rediviva (Pall.) Thell. — Палимбия оживающая [syn.  Palimbia salsa (L.f.) DC., nom. illeg. typus[1] — Палимбия солончаковая]
- Palimbia turgaica Lipsky — Палимбия тургайская